# La Fosse-Corduan

La Fosse-Corduan este o comună în departamentul Aube din nord-estul Franței. În 1 ianuarie 2022 avea o populație de 213 de locuitori.